# Relations entre la France et le Gabon
Les relations entre la France et le Gabon désignent les relations diplomatiques bilatérales s'exerçant entre la République française, d'une part, et la République gabonaise de l'autre.

## Histoire
La France a établi ses premières relations avec le Gabon au début du XIXe siècle, en signant des traités de protection avec les chefs locaux en 1839 et 1841. En 1885, lors de la ruée vers l'Afrique, la France a revendiqué le Gabon comme territoire. L'administration française a officiellement débuté en 1903, et le Gabon a intégré la fédération de l'Afrique-Équatoriale française en 1910. La colonie est restée membre de la fédération jusqu'en 1959.
Pendant la Seconde Guerre mondiale, le Gabon fut brièvement sous le contrôle de la France de Vichy, mais fut repris par les forces françaises libres en novembre 1940 après la bataille du Gabon. Le Gabon obtint son indépendance de la France en août 1960, aux côtés des autres territoires de l'Afrique équatoriale française.

## Période contemporaine

### Sur le plan politique
À la mort d'Omar Bongo en 2009, Jacques Chirac et Nicolas Sarkozy furent les seuls chefs d’État de l'Occident à se rendre à ses funérailles.

### Sur le plan militaire
Le 6e bataillon d’infanterie de marine, installé depuis 1975 dans la capitale Libreville, n’est plus. Depuis l’été 2024, le 6e bataillon d’infanterie de marine est remplacé, par une académie militaire. Le camp de Gaulle, qui sera rebaptisée, en un camp d’entraînement partagé et cogéré par la France, et le Gabon. Des 380 soldats français en 2023, il n’en restera qu’une centaine au 1er juillet 2025. Les éléments français du Gabon assurent la présence française au Gabon, et coopèrent avec l'ensemble des pays de la CEEAC.

### Sur le plan économique
La France est le premier fournisseur du Gabon, avec une part de marché[Lequel ?][pas clair] de 25 %. Du Gabon, la France importe principalement des matières premières (pétrole, minerais, bois). 
Le Gabon fait partie du bloc monétaire franc CFA, bloc bénéficiant d'une garantie du Trésor français. 
La France soutient un programme de développement durable du Gabon, appelé « Gabon vert ». À ce titre, la France a annulé[Quand ?] des dettes gabonaises[Combien ?][réf. souhaitée].